# فریدریشرودا
شهر فریدریشرودا (به آلمانی: Friedrichroda) در ایالت تورینگن در کشور آلمان واقع شده‌است.